# Královský hvozd
Královský hvozd je geomorfologický okrsek a severozápadní výběžek Železnorudské hornatiny. Jedná se o výrazný horský hřbet na česko-bavorských hranicích zvedající se nad údolím Úhlavy, které jej na východě odděluje od Pancířského hřbetu. Rozloha okrsku je 77,86 km².

## Nejvyšší hory
- Jezerní hora (1343 m)
- Svaroh (1333 m)
- Ostrý (1292 m)
- Velký Kokrháč (1228 m)
- Špičák (1202 m)
- Malý Špičák (1189 m)
- Helmwald (1103 m)
- Hole (1100 m)

## Historie Královského hvozdu
V historickém smyslu představoval Královský hvozd daleko širší správní celek a svébytné pohraniční území, sahající od Svaté Kateřiny až po Stodůlecko a Stašsko. Od časů vlády Přemysla Otakara II. byl součástí Českého království a významnější kolonizační vlnou prošel v 16. století. Celou oblast obývali tzv. Králováci, strážci hranic vybavení zvláštními pravomocemi.